# Spirorbis perrieri
Spirorbis perrieri är en ringmaskart. Spirorbis perrieri ingår i släktet Spirorbis och familjen Serpulidae. Utöver nominatformen finns också underarten S. p. marionensis.